# Ksenia Sitnik
Kseniya Mijáilovna Sitnik (ruso: Ксения Михайловна Ситник; Mózyr, Bielorrusia, 15 de mayo de 1995) es una cantante bielorrusa, ganadora del Festival de la Canción de Eurovisión Junior en 2005.

## Biografía
En 1998, Kseniya estudió en DM N.º 34, Mozyr.
En 2001 comenzó a asistir a la escuela musical UMES en donde la directora artística de la escuela es su madre. 
Kseniya ha participado en muchos concursos y ha ganado premios en todas partes como el Chernobyl Way Charity Show y los festivales Falling Stars (Estrellas Fugaces) en Nowa Ruda, en Polonia y Star Light (Luz de Estrella) en San Petersburgo, en Rusia.
En 2004, ganó el gran premio del festival arte internacional de los niños Golden Bee (en la ciudad bielorrusa de Klimavichy). Ganó el gran premio.
En el 2005 ganó la Olimpiada de la Lengua rusa, y en julio participó en el concurso infantil en el festival Slavianski Bazaar (bielorruso: Славянский базар) (Bazar Eslavo) en Vitebsk donde resultó. Esto le trajo a la fama por primera vez.
Posteriormente, Ksenia se hizo conocida en Rusia, Polonia y Alemania, a través de la participación en numerosos concursos y festivales.
En noviembre de 2005, Kseniya Sitnik representada la Bielorrusia al Festival de Eurovisión Infantil con la canción  My vmeste (ruso: Мы вместе) (Estamos Juntos) y se convirtió en la ganadora.
Su madre, Svetlana Statsenko, es la directora artística de la escuela musical UMES. Su padre, Mijaíl Sitnik, es un hombre de negocios. Tiene una hermana mayor, Anastasia.
En 2010 fue reunida junto con los anteriores ganadores del JESC en Minsk, Bielorrusia, en donde cada uno cantó un trozo de su canción.
Ksenia acabó en 2013 el bachillerato con una media de 9,4 y ha comenzado a estudiar en la Universidad de Praga en Inglés. Está estudiando la carrera de periodismo.
Tiene como aficiones cantar, nadar, bailar y el diseño de vestuario.

## Presentaciones
- En diciembre de 2005, Kseniya desempeñó un papel importante en el Año Nuevo musical Zvëzdnaya nochʹ-2006 (ruso: Звёздная ночь-2006) (La Noche Estrellada de 2006). En mayo de 2006 llegó el primer videoclip con la canción Malenʹkiĭ korablik (ruso: Маленький кораблик, El Barquito).
- Condujo el programa Nasha piaterochka (ruso: Наша пятерочка) en el canal de televisión bielorrusa LAD[3]

## Álbumes
- 2005: Мы вместе (Estamos juntos)
- 2010: Respublika Ksenia